# 解放者星
解放者星（125 Liberatrix）是第125颗被人类发现的小行星，于1872年9月11日发现。解放者星的直径为43.6千米，质量为8.7×1016千克，公转周期为1658.534天。